# چورولکه
چورولکه (به اسپانیایی: Chorolque) یک کوه در بولیوی است که در شهرستان پوتوسی واقع شده‌است. چورولکه ۵٬۶۱۵ متر بالاتر از سطح دریا واقع شده‌است.